# Louis Clark
Louis Steven Clark (Tupelo, 3 luglio 1964) è un ex giocatore di football americano e dirigente sportivo statunitense che ha militato nel ruolo di wide receiver nella National Football League (NFL).

## Carriera
Clark fu scelto dai Seattle Seahawks nel corso del decimo  giro (270º assoluto) del Draft NFL 1987. Vi giocò per tutta la carriera con un massimo di 290 yard ricevute nella sua ultima stagione nel 1992. In seguito divenne un dirigente dei Jacksonville Jaguars e dei Philadelphia Eagles.